# Sankt Lars kyrka, Linköping
Sankt Lars kyrka är en vitputsad kyrkobyggnad uppförd i sten i centrala Linköping, Östergötlands län. Den är belägen vid Storgatan mellan Stora torget och Stångån. Kyrkan tillhör Sankt Lars församling och Linköpings domkyrkopastorat. Kyrkan helgades åt Sankt Laurentius. Historiskt utgjordes församlingen av landsbygden utanför stadsgränsen, trots att kyrkan var belägen inne i staden på domkyrkoförsamlingens mark. Gränsen mot domkyrkoförsamlingen ändrades 1961 och går nu vid Klostergatan, ett kvarter väster om Sankt Lars kyrka.
De nedre fyra våningarna av kyrkans torn är från medeltiden. Långhuset, koret och sakristian byggdes 1801 och kännetecknas av sin goda akustik. Kyrkan används ofta för konserter. Korväggen av marmor sattes in vid renoveringen 1957. Då gjordes även en arkeologisk utgrävning och i en källare under kyrkans golv kan man idag beskåda rester av de äldsta murarna.

## Historik
Arkeologiska utgrävningar (1956-1957, se nedan) har visat på en romansk 1100-talskyrka och före den en stavkyrka. Enligt en uppgift från 1200-talet ska stenkyrkan ha invigts under biskop Kols tid (1171-1195) och ska redan då ha varit helgad åt S:t Laurentius. Troligen handlade detta om en nyinvigning efter att tornet hade byggts. Stenkyrkan är troligtvis från 1100-talets första fjärdedel. Under den nuvarande kyrkan finns en krypta med rester av den äldre kyrkan. Fynd av eskilstunakistor visar att området där kyrkan ligger varit kristen begravningsplats redan under 1000-talet. Kyrktornets fyra nedre våningar är medeltida och uppförda i kalksten.
Kyrkobyggnaden för S:t Lars församling kallades allmänt för Landskyrkan, men låg inne i staden. Namnet S:te Lars-kiörkan syns på Anders Nilssons tomtkarta från 1696. En tredje kyrka i Linköping var Hospitalskyrkan, som revs 1897.
Staden drabbades av en omfattande brand natten mellan 29 och 30 januari 1700, varvid kyrkan led stora yttre skador, som tog sex år att reparera, bland annat byggdes ett nytt torn. En orgel med 6 stämmor byggdes år 1700. En ny klocka göts av den smälta malm som återfanns efter branden, men har sedan gjutits om flera gånger (1715, 1735, 1744, 1767). En altartavla inköptes 1722. Kyrkan utvidgades 1736 med större kor och ny sakristia. En predikstol som sedan 1606 suttit i domkyrkan inköptes 1745 till S:t Lars, men såldes på nytt 1802.

### Den nuvarande kyrkan
Kyrkan fick sitt nuvarande långhus 1798-1801, ritat av stiftsbyggmästaren Caspar Seurling och är ofta berömt för sin goda akustik. Samtidigt byggdes tornet på med en våning. Kyrkorummet är invändigt 45 meter långt, 12,7 meter brett och 7 meter högt vid taklisten. Två vägghöga kortavlor av Pehr Hörberg donerades 1801 av Charlotte von Friesendorff, född Strålenhjelm. En orgel med 23 stämmor byggdes 1801 av P. Schörlin. Återinvigningen skedde på nyårsdagen 1802. I början av maj samma år besöktes kyrkan av Gustav IV Adolf och drottning Fredrika och fick strax därefter, den 11 maj, namnet Fredrika Dorotea Wilhelmina. Detta namn övergavs dock på 1880-talet. Orgeln reparerades 1832 av Hanner.
Kyrkan restaurerades 1906-1907 efter ritningar av Agi Lindegren, varvid predikstolen flyttades från koret till vänstra sidan och en Kristusbild i gips, efter förebild av Bertel Thorvaldsen, placerades i koret, flankerad av de två kortavlorna av Pehr Hörberg. Tornet byggdes på 1,5 meter och försågs med en ny överbyggnad. En ny storklocka göts 1907 av K.G. Bergholtz på bekostnad av J. Gottfrid Vennersten i Kallerstad och Henrik Westman på Valla gård. En ny orgel med 23 stämmor byggdes 1908 av Åkerman i Lund, med behållande av den gamla fasaden. I Sankt Lars kyrka finns mässhakar, som är vävda i damast med ett mönster med musicerande änglar. Mässhakarna är vävda av damastvävaren och godsägaren Carl Widlund på Tranjerdstorp utanför Karlstad i Värmland. Det var ett av hans egna mönster.

### Erik Lundbergs restaurering
Vid en ny restaurering 1956-1957 ledd av Erik Lundberg förstärktes kyrkans grund och omfattande arkeologiska undersökningar gjordes av landsantikvarie Bengt Cnattingius. Dessutom sattes en korvägg av marmor in och Lundbergs egendesignade takarmatur hängdes i långhus och kor. Hörbergs tavlor satt nu över norra och södra portarna, mitt på långväggen.
Under 1980-talet flyttades Hörbergs målningar till väggarna i långhuset. På 1990-talet byggdes Bildrummet i bakre delen av långhuset, som användes för mindre samlingar och kyrkkaffe.

### Renoveringen 2016

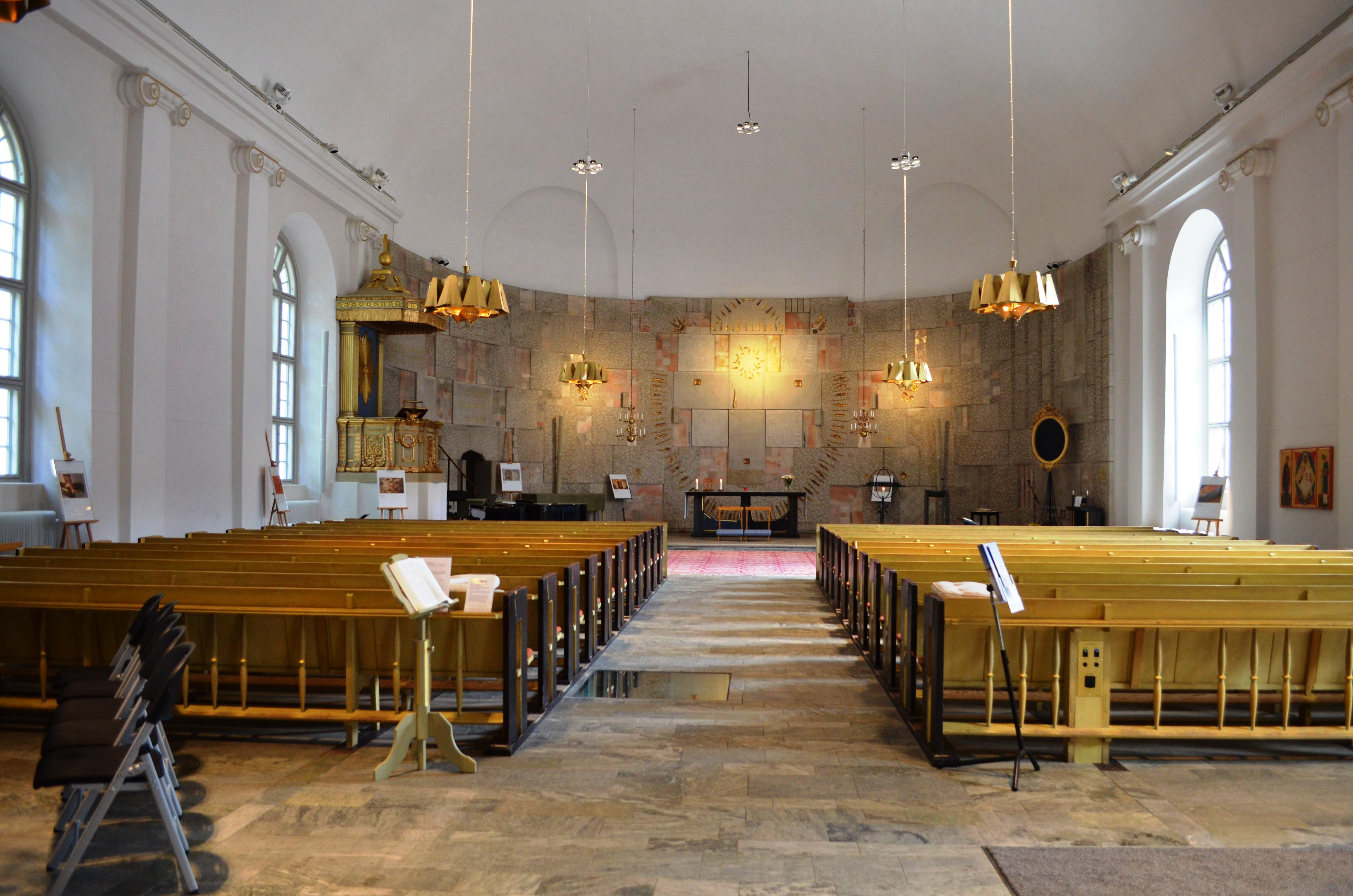
Kyrksalen efter renoveringen 2016.

Under 2000-talet förändrades kyrkans arbetssätt, och behovet av ett fast församlingshem växte allt större. Efter långdragna diskussioner, där ett förslag att uppföra en ny byggnad bakom koret förkastades av Linköpings bygglovskontor, kom man fram till att själva kyrkorummet skulle byggas om utan att exteriören skulle förändras nämnvärt. Arbetet leddes av arkitekten Per Rydberg, kyrkan stängdes för ombyggnaden den 6 januari 2016.
Vid första söndagen i advent 27 november 2016 återöppnades kyrkan av biskop Martin Modéus. Då hade huvudentrén flyttats från västra porten i tornet till den södra porten. Den norra porten hade satts igen och ersatts av fotograf Staffan Löwstedts kyrkfönster "Dopfönstret". Orgelläktaren har flyttats fram och de bakre bänkarna tagits bort vilket gett plats åt församlingsrum, barnens hörna, kök och diakonirum. På orgelläktaren finns ett körrum och sakristia. I samband med renoveringen byttes de tekniska systemen (bland annat belysningen) ut. Det gjordes en mindre tillbyggnad av kyrkan åt norr. Längst bak i kyrkan, under orgelläktaren, finns plats för kontor och ytor för församlingsaktiviteter, såsom kyrkkaffe. 
I piscinan finns nu Per Rydbergs verk "Ichtys - Fisken" och på den södra väggen Sven-Bertil Svenssons triptyk "Maria, Jesus och S:t Lars". Hörbergs målningar återfinns nu på orgelläktarens vägg.

## Instrument

### Läktarorgel
- Kyrkans troligen första orgel byggdes 1700 av Johan Agerwall i Söderköping och kostade 231 daler kopparmynt. Den hade sex stämmor och om den hade någon bihangspedal är okänt. Orgeln hade kort oktav. Den avsynades 29 november 1700 av kantor Andreas Phallén och domkyrkoorganisten Johan Höckbom. Orgelbyggargesällen Olof Hedlund förbättrade och lagade bälgarna, stämmorna och pipor på orgeln 1732.[15] Den renoverades 1741 av Jonas Wistenius, som bytte ut Regal 8’ mot Kvintadena 8’.[16] Orgeln såldes 1767 för 1590 daler kopparmynt till Vinnerstads kyrka. Orgel reparerades där av Carl Rylander, Linköping. 1845 reparerades orgeln av Becker. 1870 såldes orgeln på en auktion och den köptes av brukspatron Per August Wassrin som skänkte den till Folkströms kapell. Där sattes den troligen upp av Anders Peter Kullbom, Linköping (1817–1900). Den korta oktaven kompletterades genom att de fyra lägsta tonerna i Gedagt 8', Principal 4' och Octava 2' kopplades till en ny separat väderlåda spelbar enbart från pedalen; manualens lägsta ton blev E, som spelas från den ursprungliga C-tangenten. Någon gång under 1800-talet torde orgelstämmorna Kvinta 1 1/3' och Superoktava 1' ha utbytts mot Fugara 4' och Fleut d'amour 4'. 1953 iståndsatt av Bröderna Moberg, Sandviken. Manualen har bruna undertangenter, vita övertangenter. Klaviaturomfång: manual C – c³ kort oktav (45 toner), pedal C – e full oktav (17 toner). Alla fasadpipor ljudande. Tonhöjd: korton.[17]

Ursprunglig disposition:
| Manual CDEFGABH-c3  |
| Gedacht 8’          |
| Princial 4’ (fasad) |
| Octaw 2’            |
| Superoctaw 1’       |
| Quint 1 1⁄3’        |
| Regal 8’            |

- 1767 byggde Jonas Wistenius, Linköping en ny orgel med 9 1⁄2 stämmor.[18] Orgeln kostade 5500 daler kopparmynt och placerades på en nybyggd västläktare. Den såldes 1799 till Madesjö kyrka, på grund av att kyrkan skulle rivas. 1885 Kasserades orgeln i Madesjö då en ny orgel byggdes där av E A Setterquist & Son, Örebro.

| Manual              | Pedal        |
| Gedackt 8’          | Bihangspedal |
| Qvintadena 8’       |              |
| Principal 4’        |              |
| Fleut 4’            |              |
| Qvinta 3’           |              |
| Octava 2’           |              |
| Spetsfleut 2’       |              |
| Mixtur III chor B/D |              |
| Trompet 8’ B/D      |              |
| Trompet 4’ B        |              |
| Vox Virginea 8’ D   |              |

- 1801 byggde Pehr Schiörlin, Linköping en ny orgel med 23 stämmor. Orgeln kostade 870 riksdaler riksgäld. Den avsynades 28 november 1801 av domkyrkoorganisten Johan Adolph Mecklin. Vid avsyningen var lufttrycket 37 grader (cirka 90 mmVp). En del stämmor i Manual I var bihang till pedalen. 1810 gjordes en mindre renovering av Schiörlin för 120 riksdaler. 1832 renoverades orgeln av Carl Hanner, Linköping för 120 riksdaler.

| Manual I                                                      | Öververk II              | Pedal       |  |
| Principal 16’ D                                               | Principal 8’ D           | Subbas 16’  |  |
| Qvintadena 16’ B                                              | Gedacht 8’               | Bårfleut 1’ |  |
| Principal 8’ B/D (fasad)                                      | Quintadena 8'            | Basun 16’   |  |
| Qvintadena 8’                                                 | Principal 4’ B/D (fasad) | Trompet 4’  |  |
| Gamba 8’                                                      | Gedachtfleut 4’          |             |  |
| Flauto doppio 8’                                              | Gamba 4’ B               |             |  |
| Octava 4’                                                     | Fleutoante 16’ D         |             |  |
| Rörfleut 4’                                                   | Offenfleut 4’ D          |             |  |
| Qvinta 3’                                                     | Spitsfleut 2’            |             |  |
| Octava 2’                                                     | Scharf III               |             |  |
| Mixtur II (delad på två register 2’ + 1’ och 1 3⁄5’ + 1 1⁄3’) | Trompet 8’ B/D           |             |  |
| Trompet 8’ B/D                                                | Vox humana 8’ D          |             |  |

- 1908 byggde Åkerman och Lund, Sundbybergs köping en orgel med 23 stämmor, fördelade på två manualer och pedal. Fasaden härstammar från 1801 års orgel, piporna i fasaden byttes ut och såldes. Orgeln hade mekanisk traktur med pneumatisk maskin. Den hade också ett fristående spelbord. Orgeln kostade 12895 kronor. 1915 fick orgeln en elektrisk fläkt. 1939 och 1943 omdisponerades orgeln under intryck av neobarocka stilideal. I första manualen byttes Cornette III ut mot Mixtur IV. I andra manualen byttes Basetthorn 8’, Violin 8’, Voix celéste 8’. Flûte octaviante 4' och Euphon 8’ ut mot Rörflöjt 8’ Gemshorn 4’, Gedacktflöjt 4’, Valdflöjt 2', Terzian II och Krumhorn 8’. I pedalen byttes Borduna 16’ och Violoncelle 8’ ut mot Oktavbas 8’ och Oktava 4’.

| Huvudverk I C-g3                                          | Svällverk II C-g3         | Pedal C-f1                                | Koppel   | Kombinationer                                |
| Borduna 16’                                               | Basetthorn 8’             | Principal 16’                             | I/P      | Forte I                                      |
| Principal 8’                                              | Salicional 8’             | Subbas 16’                                | II/P     | Forte II                                     |
| Flûte Harmonique 8’ (C-H transmitterad från principal 8') | Violin 8’                 | Borduna 16’ (transmitterad från Manual I) | II/I     | Tutti                                        |
| Gamba 8’                                                  | Voix celéste 8’ (från c0) | Violoncelle 8’                            | I 4’     | 2 fria kombinationer för Manual II och pedal |
| Dubbelflöjt 8’                                            | Rörflöjt 8’               | Basun 16’                                 | 16’ II/I | 3 fria kombinationer för Manual I och pedal. |
| Octava 4’                                                 | Flûte octaviante 4’       |                                           |          |                                              |
| Qvinta 3’                                                 | Euphon 8’                 |                                           |          |                                              |
| Octava 2’                                                 | Crescendosvällare         |                                           |          |                                              |
| Cornette III (från c0)                                    |                           |                                           |          |                                              |
| Trumpet 16’                                               |                           |                                           |          |                                              |
| Trumpet 8’                                                |                           |                                           |          |                                              |

- Den nuvarande orgeln byggdes 1964 av Marcussen & Søn, Aabenraa, Danmark. Den har två fria kombinationer i pedalen. Pedalen har elpneumatisk registratur och manualerna har mekanisk och pneumatisk registratur.[19] Fasaden härstammar från 1801 års orgel.[20][21] Dispositionen gjordes av domkyrkoorganisten Gotthard Arnér och omarbetades av orgelbyggaren Bruno Christensen och Adolf Wehding i samarbete med Jan Håkan Åberg. Åberg var även kontrollant. Orgeln disponerades enligt dåtidens neobarocka stilideal. Orgeln har omkring 2700 pipor, den största i trä är cirka 5 meter och den minsta i metall är bara några millimeter. Orgeln kostade 145000 kronor. Under 2000-talets början gjordes ny registerandrag till orgeln av Knut Kaliff. 2016 flyttades läktaren och orgeln fram av Åkerman & Lund. De installerade även ett datorstyrt kombinationssystem. Ett flyttbart fristående spelbord placerades år 2020 i kyrkans kor, även en ny pedalstämma tillverkades "Kvinta 10 2⁄3'" av Bergenblad & Jonsson Orgelbyggeri och Åkerman & Lund.[22]

| Öververk I C-g3             | Huvudverk II C-g3       | Bröstverk III C-g3  | Pedal C-f1                       | Koppel |
| Gedackt 8’                  | Gedacktpommer 16’       | Trägedackt 8’       | Principal 16’                    | I/P    |
| Spetsgamba 8’               | Principal 8’ (fasad)    | Kvintadena 8’       | Subbas 16’                       | II/P   |
| Principal 4’ (fasad)        | Rörflöjt 8’             | Rörflöjt 4’         | Kvinta 10 2⁄3’ (2020)            | III/P  |
| Traversflöjt 4’             | Oktava 4’               | Principal 2’        | Oktava 8’ (transmitterad, fasad) | I/II   |
| Waldflöjt 2’                | Spetsflöjt 4’           | Gedacktflöjt 2’     | Borduna 8’ (transmitterad)       | III/II |
| Nasat 1 1⁄3’                | Spetskvint 2 2⁄3’       | Oktava 1’           | Koralbas 4’                      |        |
| Sesquialtera II chor 1 1⁄3’ | Oktava 2’               | Cymbel II chor 1⁄3’ | Nachthorn 2’                     |        |
| Scharf IV-V 1’              | Cornett III chor 2 2⁄3’ | Regal 16’           | Rauschpipa V chor 2 2⁄3’         |        |
| Dulcian 16’                 | Mixtur 5-8 chor 1 1⁄3’  | Krumhorn 8’         | Basun 16’                        |        |
| Skalmeja 8’                 | Trumpet 8’              | Tremulant           | Trumpet 8’                       |        |
| Tremulant                   | Vox humana 8’           | Crescendosvällare   | Zinka 4’                         |        |
| Crescendosvällare           | Tremulant               |                     |                                  |        |

#### Kororgel
En mekanisk kororgeln byggdes 1963 av Marcussen & Søn, Aabenraa, Danmark. Alla register är delade mellan h0/c1. Orgeln såldes på 1990-talet till Ärentuna kyrka.
| Manual C-a3       | Pedal C-d1 |
| Gedakt 8’ B/D     | Bihängd    |
| Rörflöjt 4’ B/D   |            |
| Principal 2’ B/D  |            |
| Octava 1’ B/D     |            |
| Regal 16’ B/D     |            |
| Crescendosvällare |            |

#### Kistorgel
En kistorgel köptes in på 1990-talet för att användas som continuo-instrument. Orgeln är byggd av Klop Early Keyboard Instruments i Nederländerna. Pedalen till orgeln är löstagbar. Stämmorna är delade mellan h0/c1. Orgeln går att transponera ett halvt tonsteg ner genom att flytta klaveret. På orgeln lock står G. C. Klop, Garderen.
| Manual C-f3      | Pedal C-d1 |
| 8’ B/D           | Bihängd    |
| 4’ B/D           |            |
| Principal 4’ B/D |            |
| 2’ B/D           |            |
| 1 1⁄3’ B/D       |            |

#### Orgel i körrummet
När S:t Larsgården såldes 2006, flyttades en orgel därifrån till körrummet i kyrkan. Den mekaniska orgeln var byggd 1958 av I. Starup & Søn, Köpenhamn. Orgeln skänktes av S:t Lars kyrkliga arbetskrets på Tacksägelsedagen 1958. Orgeln flyttades senare till Tannefors församlingshem. Orgeln tempererades enligt Vallotti.
| Manual C-g3       |
| Traegedakt 8’ B/D |
| Rørfløjte 4’ B/D  |
| Principal 2’ B/D  |
| Scharff 1’ B/D    |

### Övriga instrument
- En flygel finns i kyrkan av märket Yamaha C7.
- En cembalo med två manualer. Cembalon byggdes 1986 av Matts Arvidsson.

## Kyrkklockor
I kyrkans torn hänger tre kyrkklockor och ett klockspel, med 36 klockor. 
- Lillklockan är gjuten 1726 av Magnus Hultman, Norrköping. Den väger cirka 500 kilo och har en diameter på 91 centimeter.
- Mellanklockan är gjuten 1732. Den är omgjuten av Bergholtz klockgjuteri i Sigtuna. Den väger virka 990 kilo och har en diameter på 110 centimeter
- Storklockan är från 1907 och skänktes av kapten Henric Westman på Valla. Den väger cirka 1900 kilo och har en diameter på 138 centimeter.[22][25]

Kyrkans alla tre klockor är upphängda i rak axel. Timslag varje hel- och halv timma slås på mellanklockan. Kyrkklockorna hänger bakom de svarta tornluckorna.  

### Klockspelet
Klockspelet i kyrkans torn göts 1972. Klockspelet har 36 klockor (3 oktaver) som är tillverkade av Bergholtz klockgjuteri, Sigtuna. Klockspelet spelar fem gånger om dagen, klockan 9, 12, 15, 18 och 21. Melodierna byts med tiden på kyrkoåret. De spelas in med klaviatur i en dator och spelas upp automatiskt. Klockspelet kan även spelas på uppifrån tornet. Klockspelet är placerat högst uppe i tornet, ovanför urverket. 

## Omgivningen runt kyrkan
Kyrkan är centralt belägen i Linköping. Framför kyrkan går Sankt Larsgatan och vid dess södra sida går Storgatan. Runt kyrkan är Sankt Larsparken belägen. Kyrkan är, liksom Domkyrkan, en av de byggnader som dominerar stadsbilden med dess torn. 

## Bildgalleri

### Exteriör

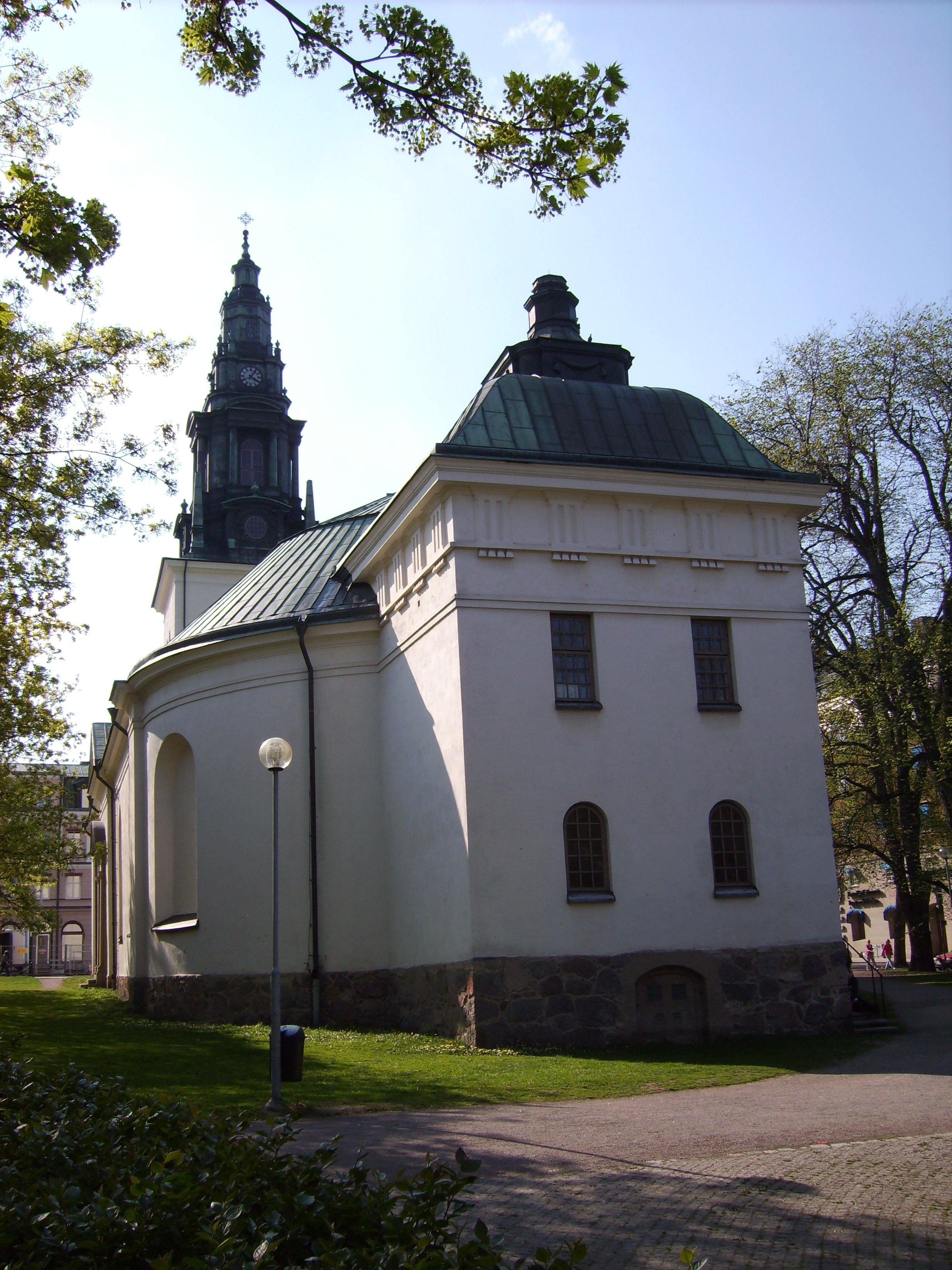
Kyrkan sedd från sydöst
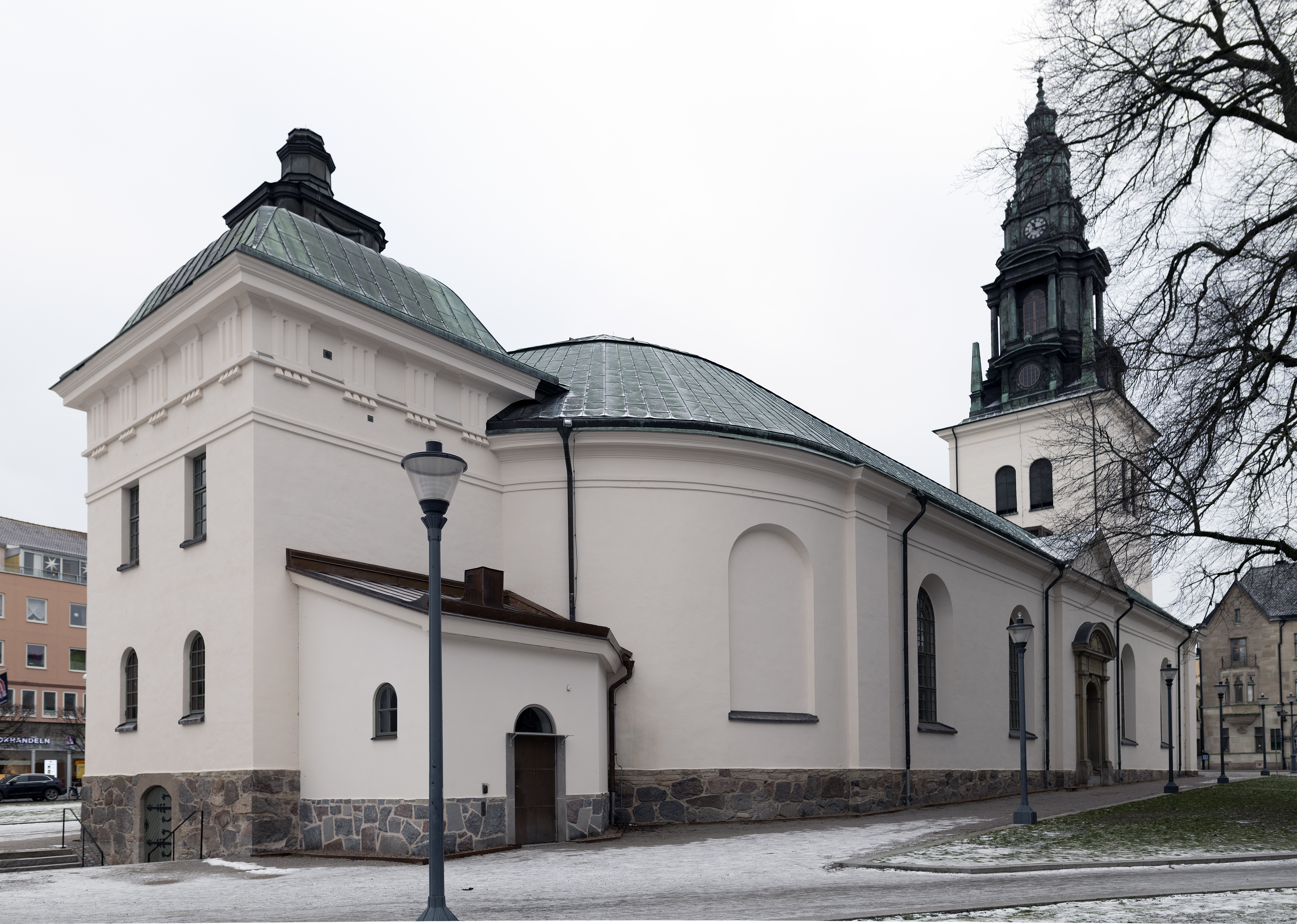
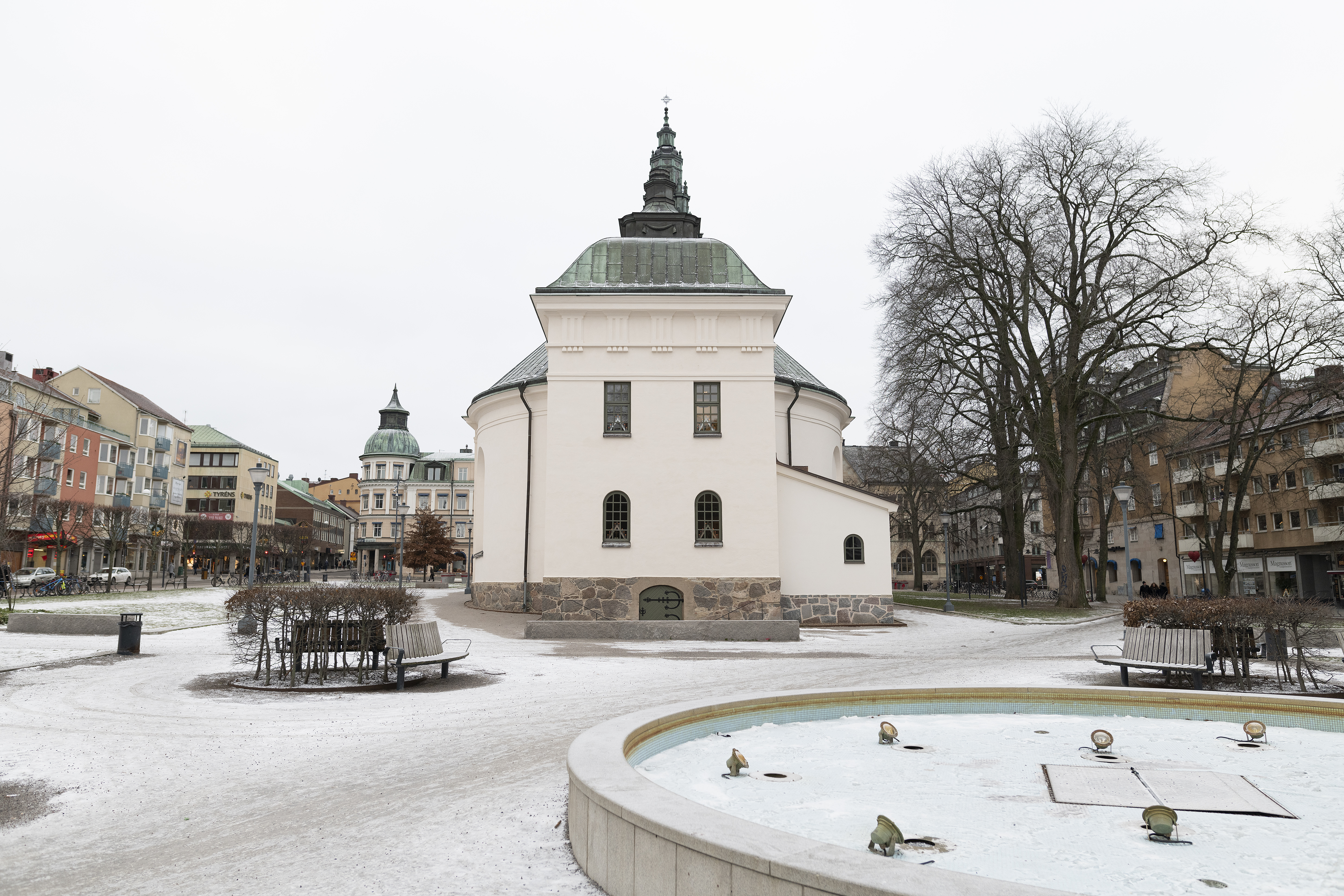
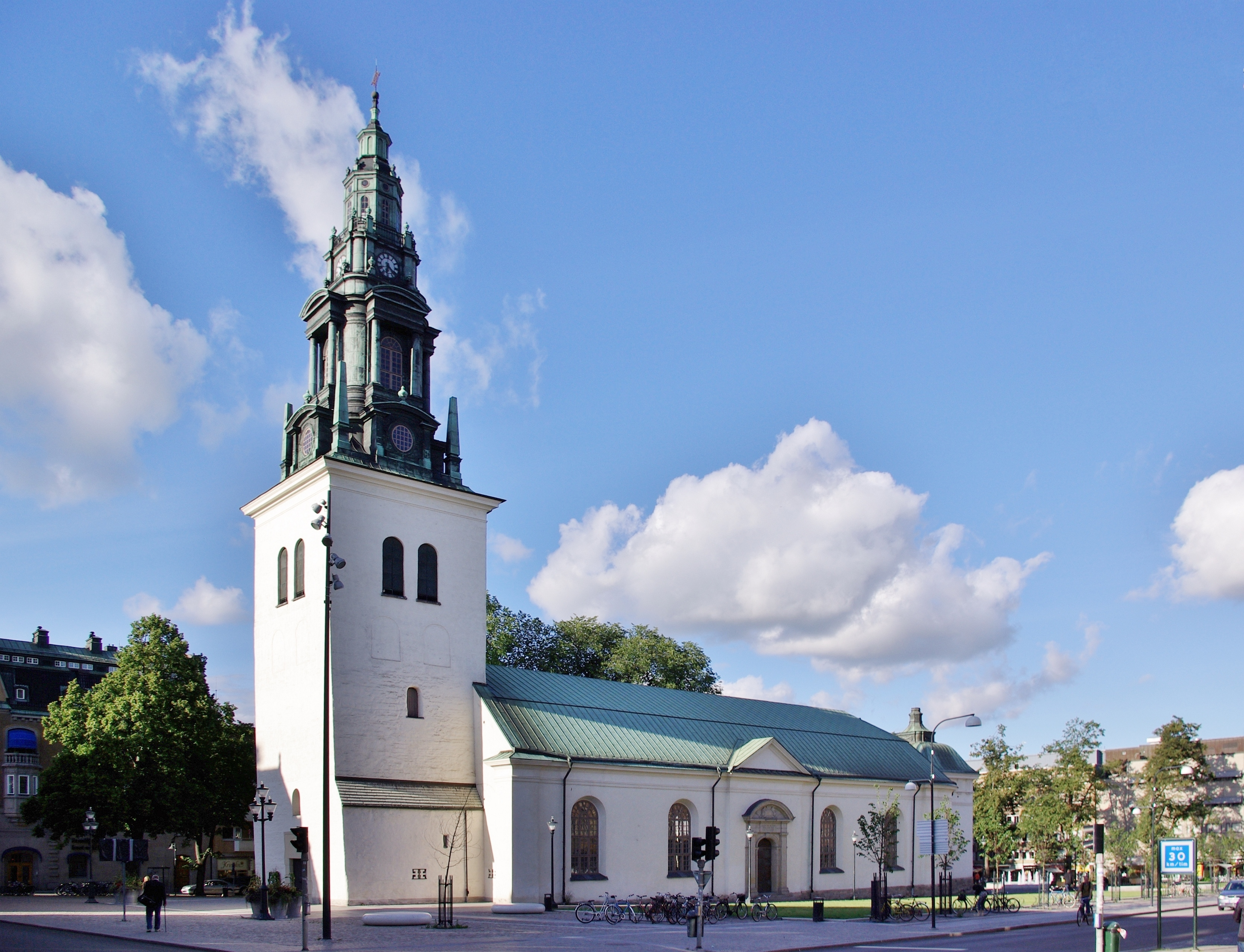
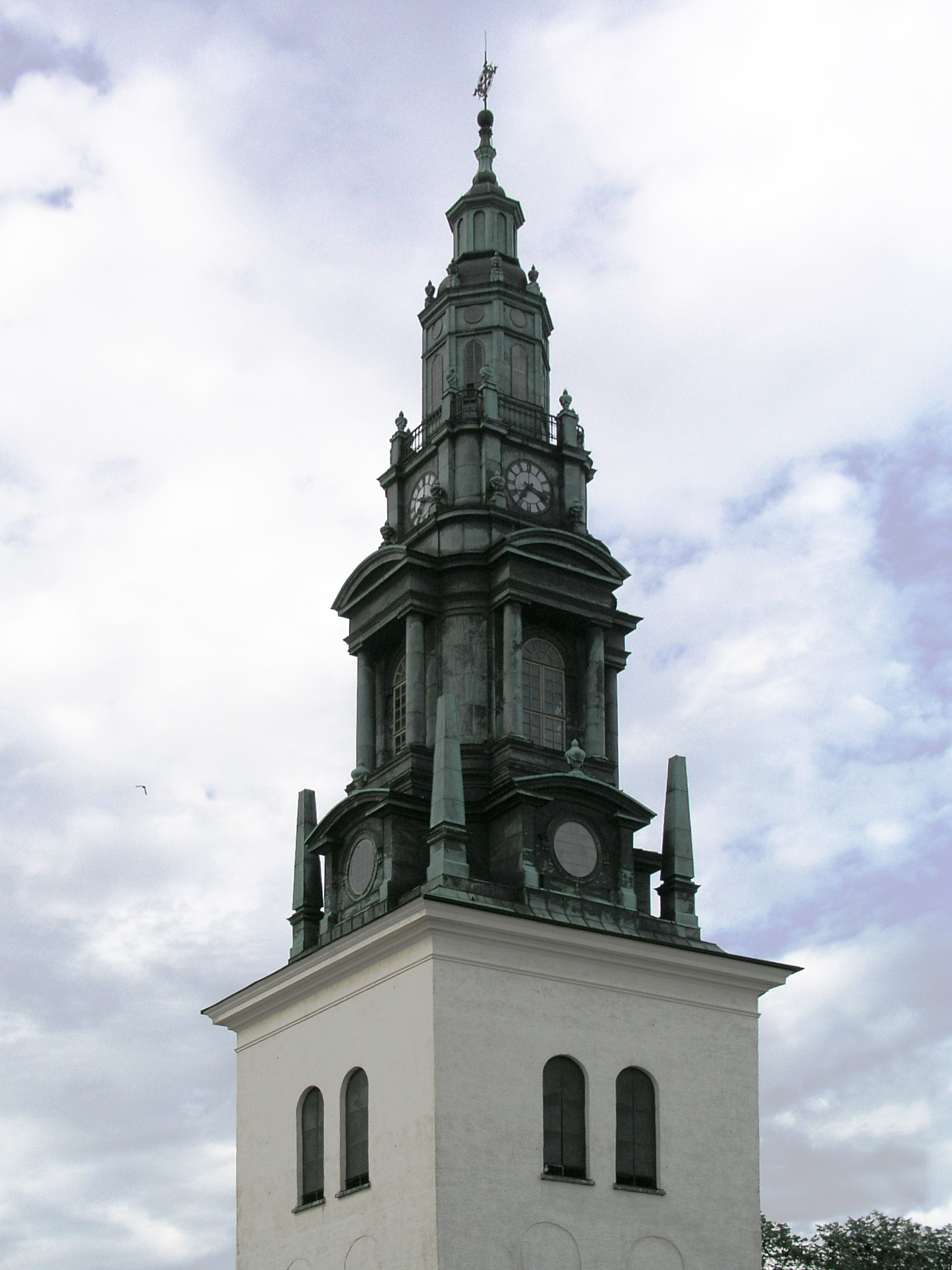
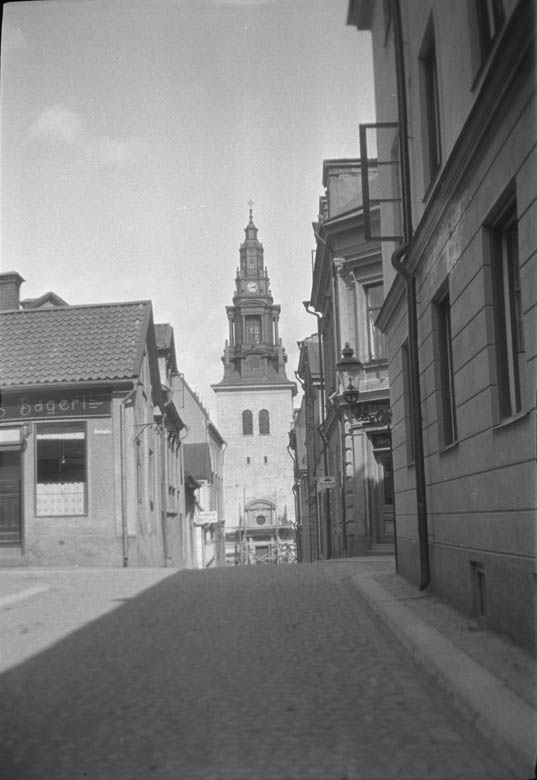
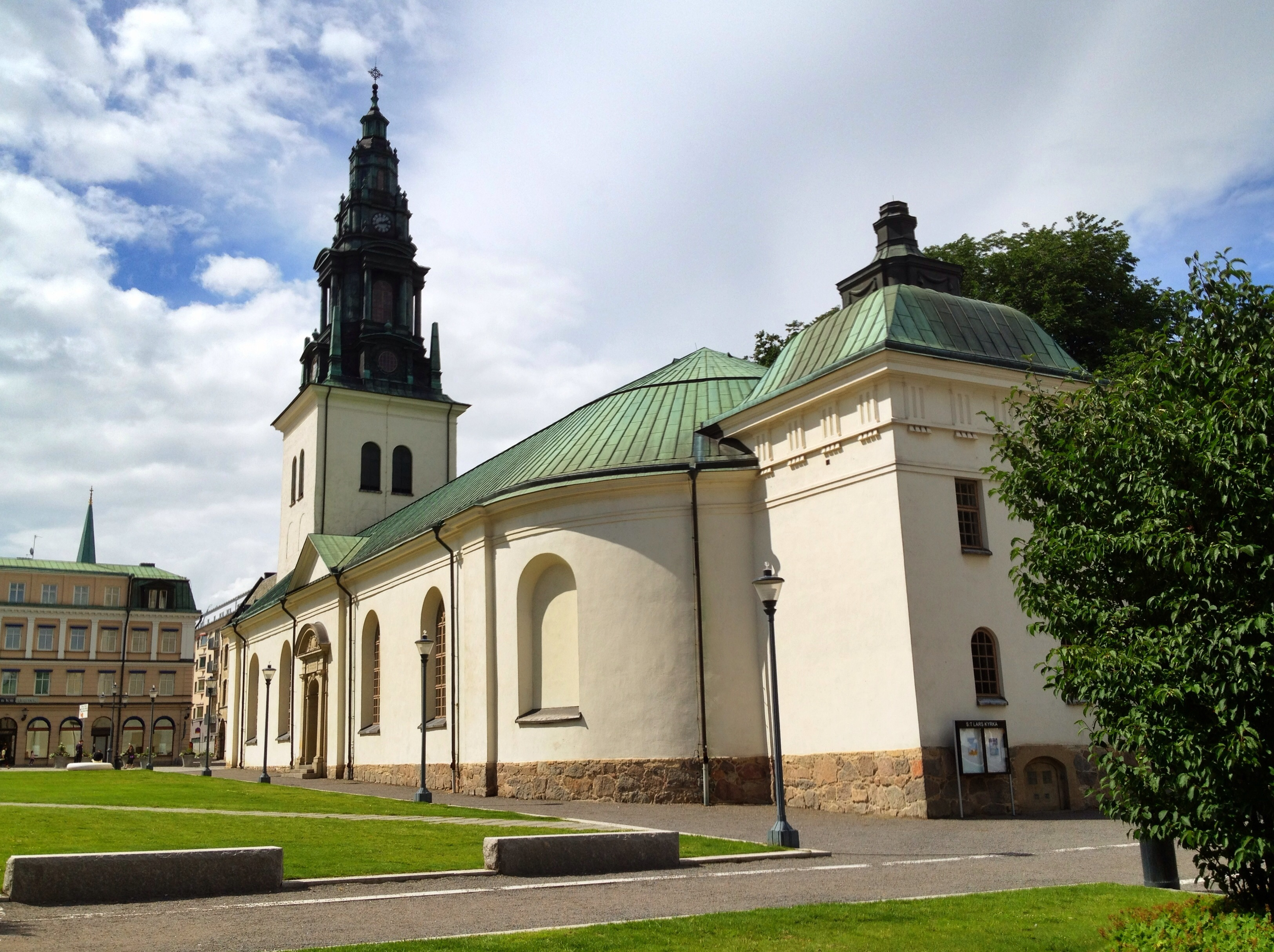

### Interiör

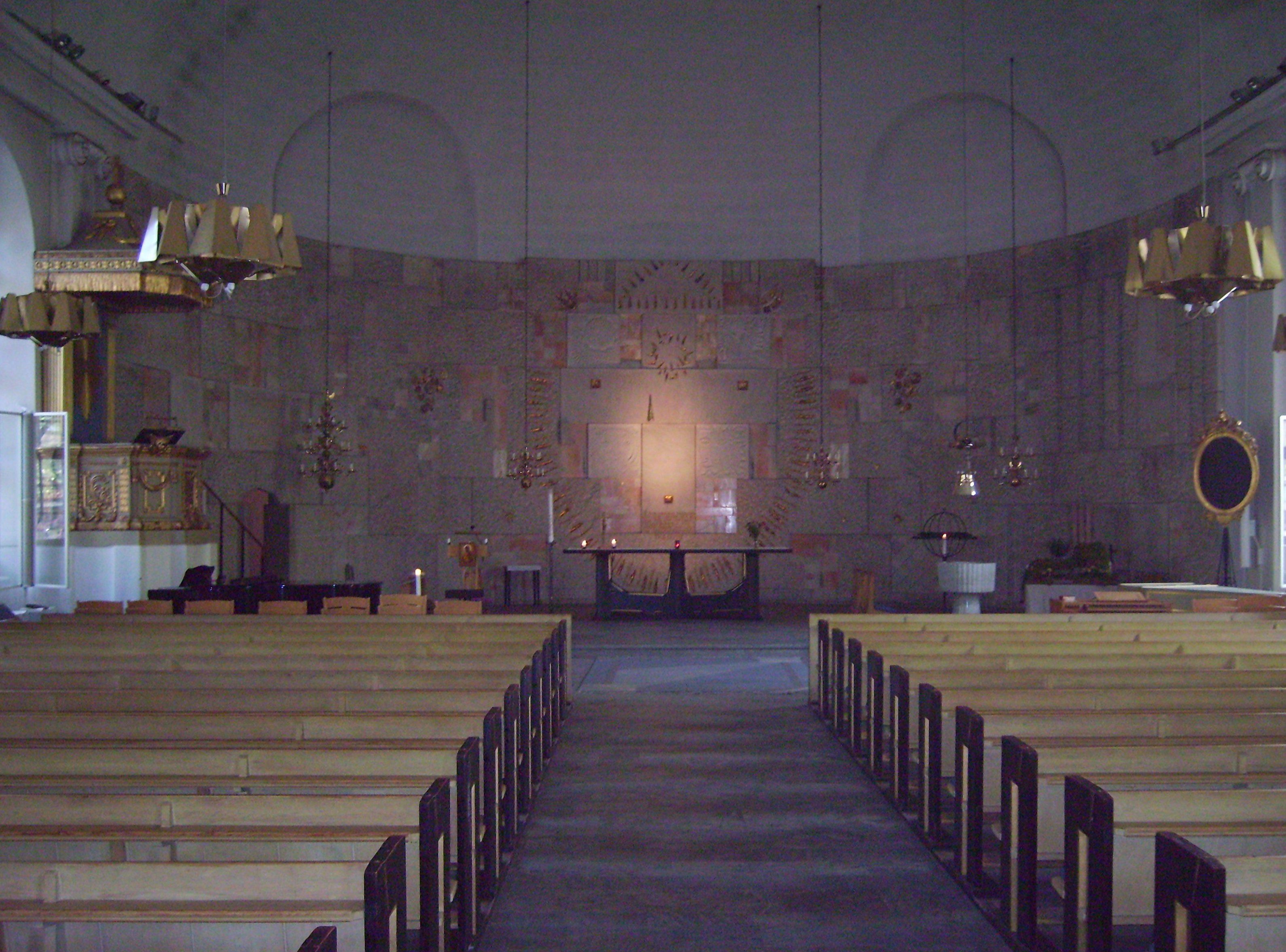
Interiör mot koret och dess marmorvägg.
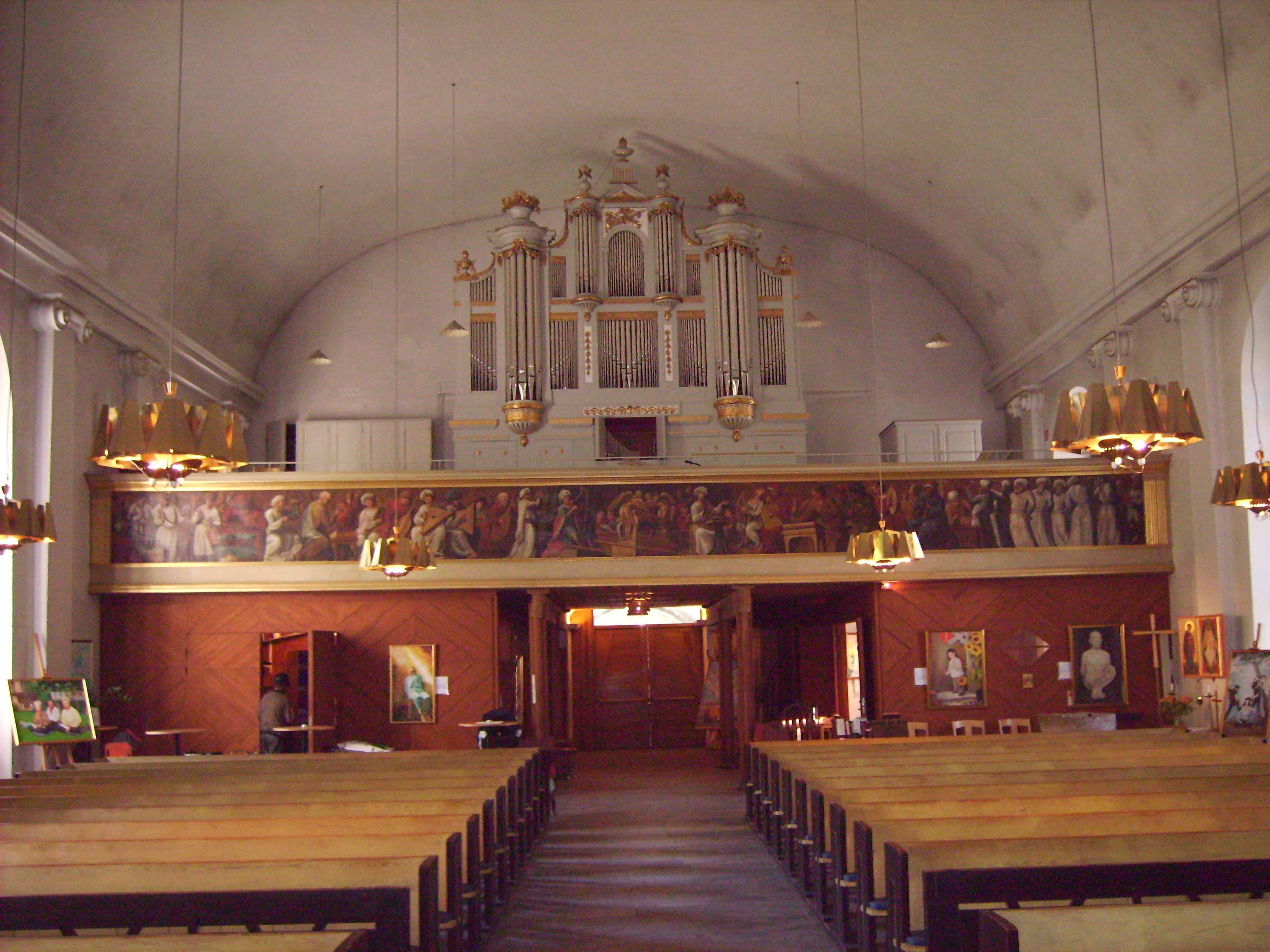
Orgelläktaren innan ombyggnationen 2016.
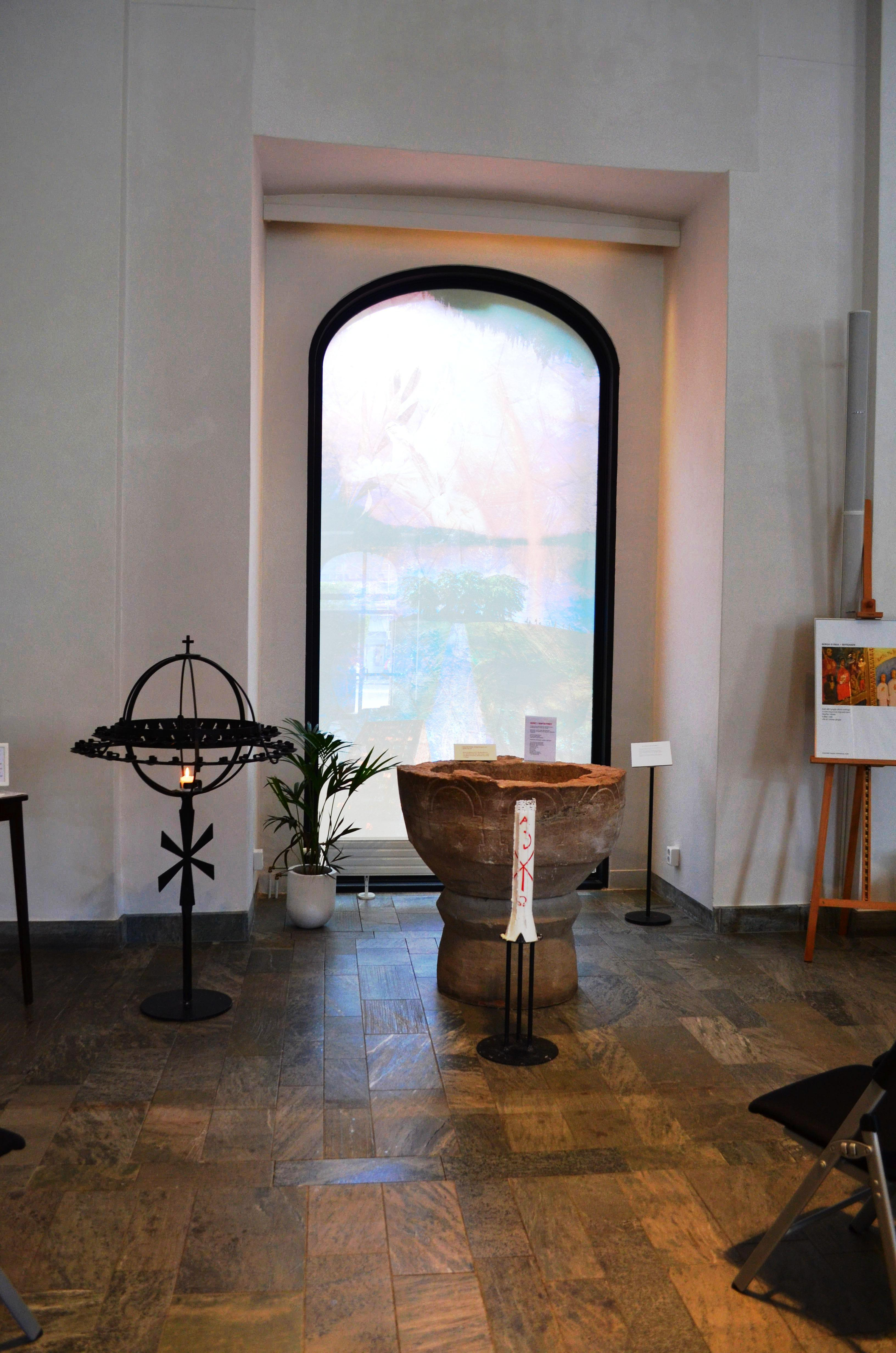
Kyrkans dopfunt.
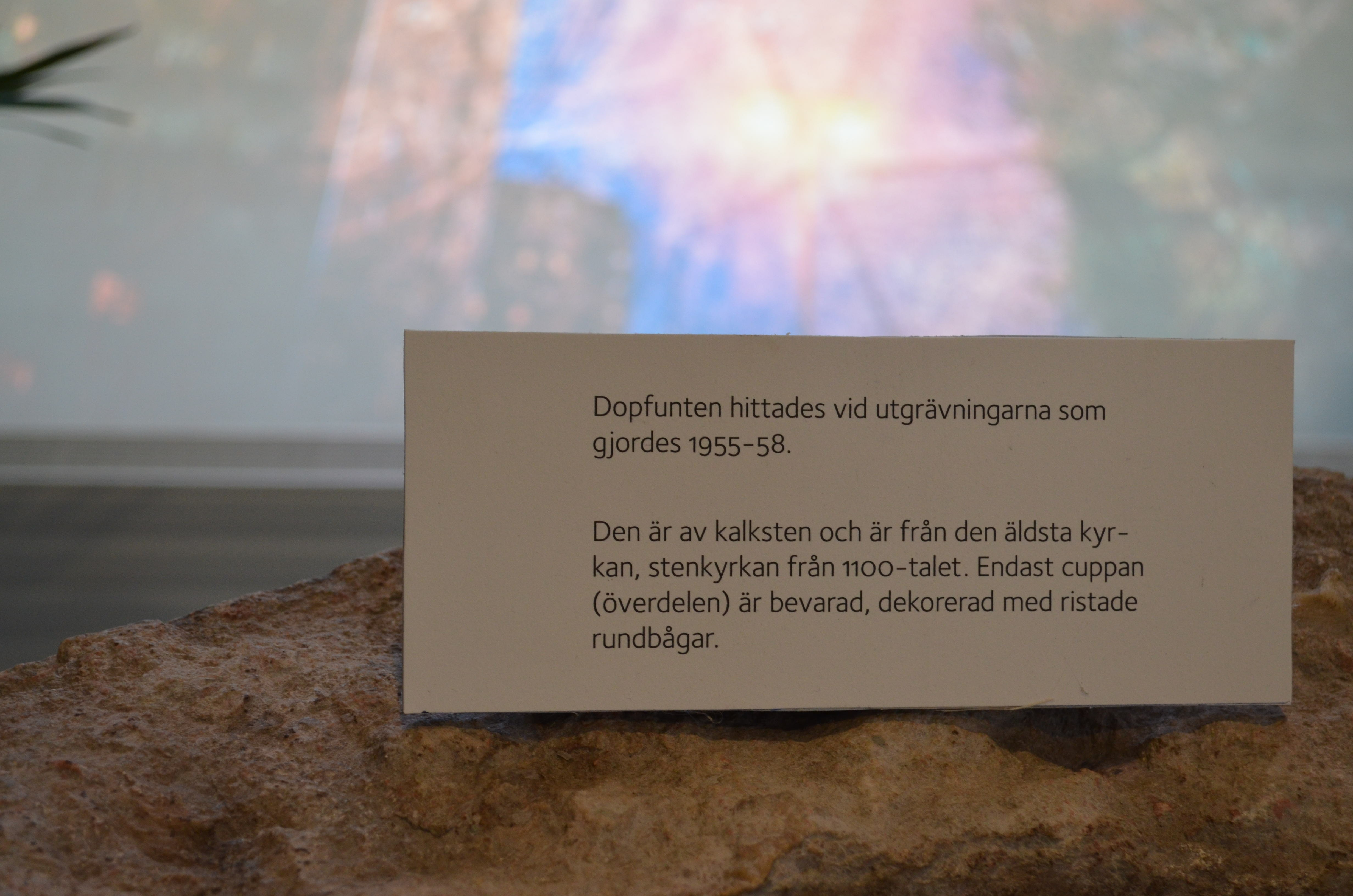
Skylt om kyrkans dopfunt.
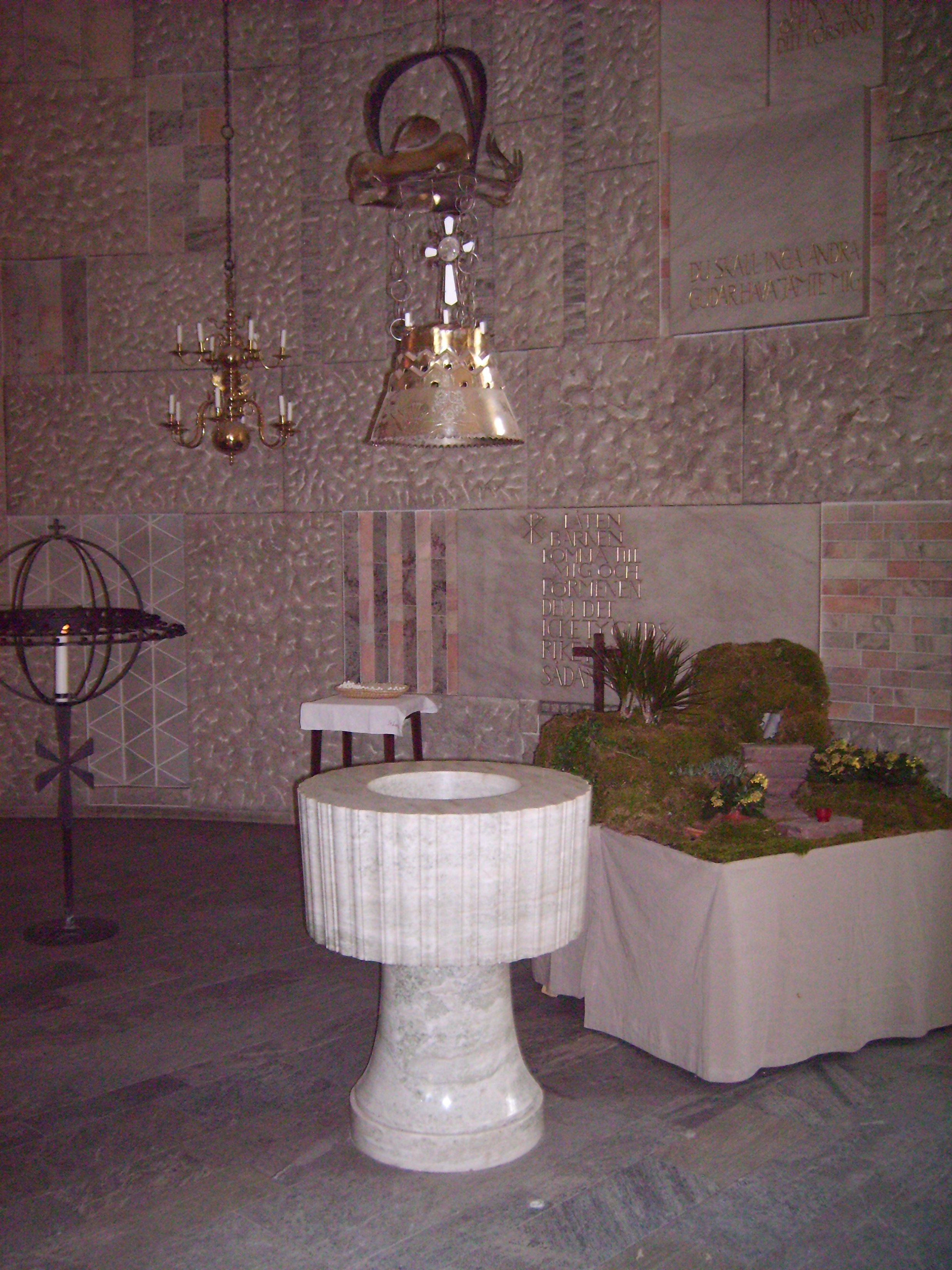
Dopfuntens placering innan ombyggnationen 2016.
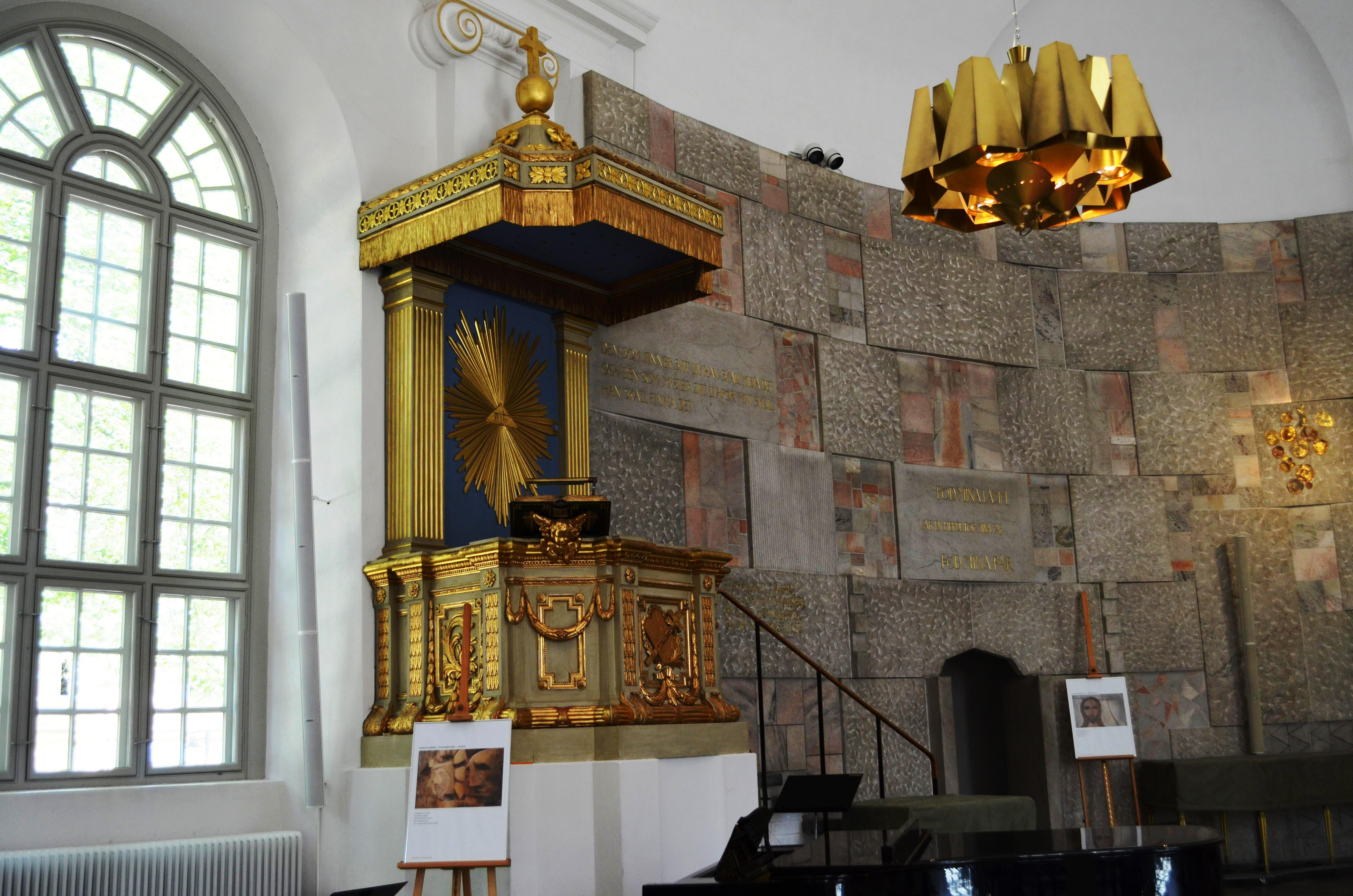
Kyrkans predikstol.
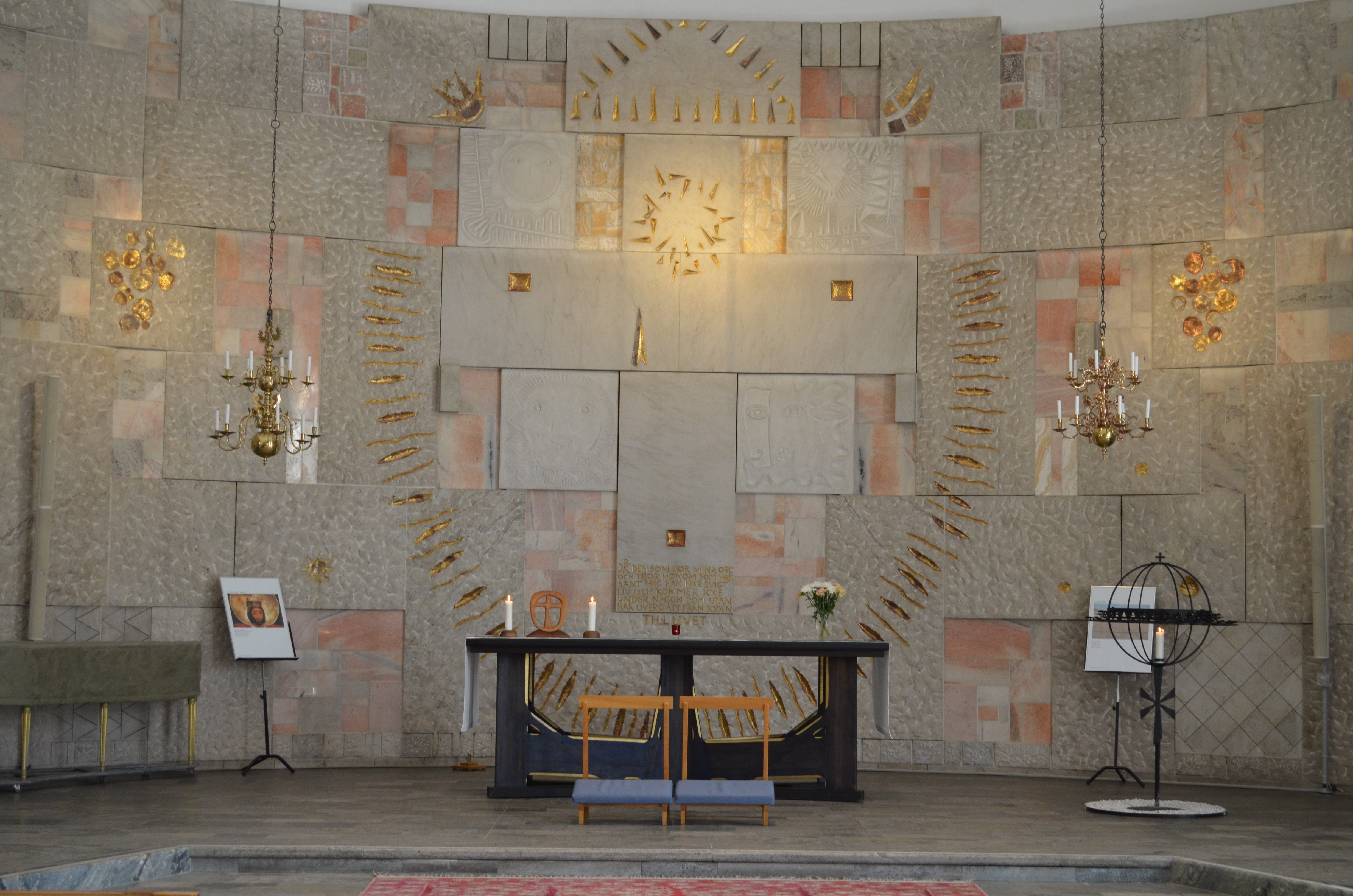
Kyrkans altare.
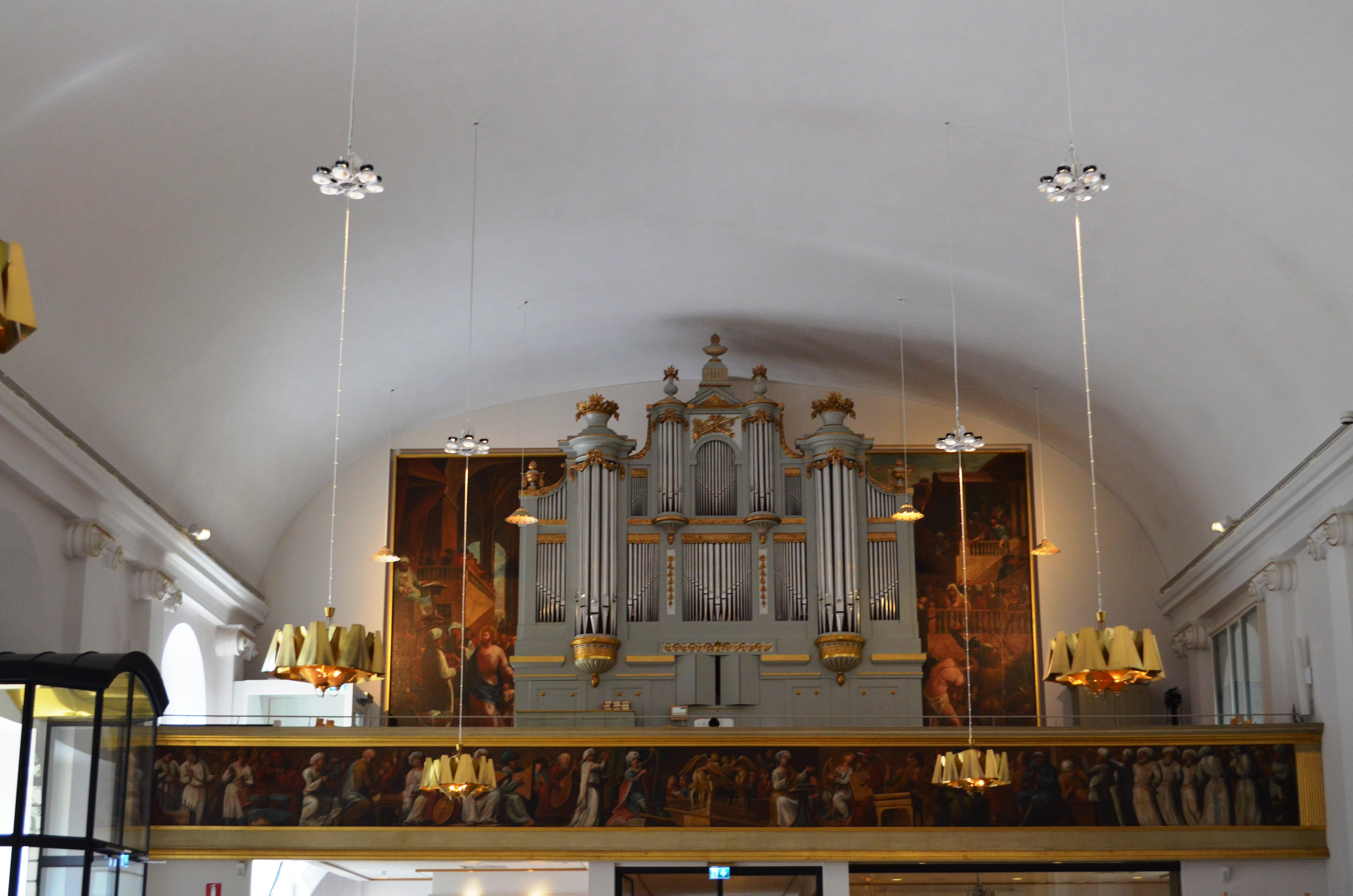
Orgelläktare.